# آشيا (هيوغو)
مدينة آشيا (بالإنجليزية: Ashiya)‏ هي أحد المدن التابعة لمحافظة هيوغو. تأسست رسميًا في 10/11/1940. ويقدر عدد سكانها بـ 92828 نسمة حسب تقدير مكتب الإحصاء الياباني لعام 2012. تبلغ مساحة آشيا 18.47 كم2. بكثافة سكانية تبلغ 5026 نسمة/كم2.

## أعلام
- يوريكو كويكي
- كوجي واتانابي
- تاكاشي ياماموتو
- ماساهارو إيكوتا
- ريوجي نويوري

## روابط خارجية
1. ↑  GeoNames (بالإنجليزية), 2005, QID:Q830106

- الموقع الرسمي لمدينة آشيا
- مكتب الإحصاءات البريطاني